# Cileungsir (ort i Indonesien)
Cileungsir är en ort i Indonesien.   Den ligger i provinsen Jawa Barat, i den västra delen av landet, 24 km sydost om huvudstaden Jakarta. Cileungsir ligger 78 meter över havet och antalet invånare är 202 190.
Terrängen runt Cileungsir är huvudsakligen platt, men söderut är den kuperad. Runt Cileungsir är det tätbefolkat, med 659 invånare per kvadratkilometer. Närmaste större samhälle är Depok, 15,5 km väster om Cileungsir. Trakten runt Cileungsir består till största delen av jordbruksmark.